# 薩爾德
薩爾德，是愛沙尼亞派爾努縣的一個鄉村型市镇，位於該國西南部，行政中心設於基林吉訥梅，市镇面积为1065平方公里，2021年时人口数量为4,492人。

## 行政管理
2017年爱沙尼亚行政改革后，原萨尔德市镇与蘇爾尤市镇合并为新的萨尔德市镇。
新的市镇包括一个非独立市、一个小镇和35个村庄。